# 栄警察署
栄警察署（さかえけいさつしょ）は、神奈川県警察が管轄する警察署の一つである。
横浜市警察部隷下、第一方面に属する小規模警察署であり、署長は警視。識別章所属表示はII。
管内居住人口およそ12万人の横浜市栄区全域の治安を担っている。管内は田畑や住宅が多く比較的閑静な地域であるが、神奈川県道21号横浜鎌倉線や神奈川県道23号原宿六浦線といった交通量の多い道路を抱えている。
その他の県警察施設として、管轄区域内には、神奈川県警察学校（栄区桂町）や警察本部直轄の射撃場（栄区上郷町）がある。

## 所在地
- 横浜市栄区桂町320番地の2
  - 最寄駅：JR根岸線本郷台駅

## 管轄区域
- 横浜市栄区
  - 管轄面積：18.55km2

## 沿革
- 1979年（昭和54年）5月1日　戸塚警察署の管轄区域を分割し、神奈川県戸塚南警察署を開設。
- 1986年（昭和61年）11月3日　横浜市栄区の設置に伴い、神奈川県栄警察署に改称。

## 組織
- 署長（警視）
- 副署長（警視）
- 警務課 - 警務係、住民相談係、管理係
- 会計課 - 会計係
- 生活安全課 - 防犯少年係、経済保安係
- 地域課（警ら用無線自動車2台、小型警ら車2台） - 地域企画係、地域第一係、地域第二係、地域第三係
- 刑事課 - 強行犯係、盗犯係、鑑識係、知能暴力国際犯係、薬物銃器対策係
- 交通課 - 交通総務係、交通捜査係、交通指導係
- 警備課 - 警備係

（7課体制）
※「神奈川県警察の組織に関する規則（昭和44年神奈川県公安委員会規則第2号）」を参考にした。

## 交番
- 本郷台駅前交番　横浜市栄区小菅ケ谷一丁目1番4号
- 上郷交番　横浜市栄区犬山町59番3号
- 笠間交番　横浜市栄区笠間五丁目27番23号
- 元大橋交番　横浜市栄区若竹町31番32号
- 庄戸交番　横浜市栄区庄戸四丁目14番16号
- 豊田交番　横浜市栄区飯島町1,368番地の8

### 廃止された交番
- 田谷交番　横浜市栄区田谷町1,322番（2025年4月1日廃止）[2]

## 自動車ナンバー自動読取装置（Nシステム）
- 栄区笠間三丁目（県道23号）
- 栄区上郷町（県道23号）